# رود وحشی (فیلم ۱۹۶۰)
رود وحشی (انگلیسی: Wild River) فیلمی درام به کارگردانی الیا کازان محصول سال ۱۹۶۰ است.

## خلاصه داستان
یک مدیر اجرایی سازمان TVA به مناطق روستایی تنسی می‌رود تا بر روی ساخت یک سد نظارت کند. او با مخالفت اهالی محلی به ویژه یک کشاورز روبرو می‌شود…

## بازیگران
- مونتگومری کلیفت
- لی رمیک
- جو وان فلیت
- آلبر سلمی
- باربارا لدن
- جیمز وسترفیلد
- رابرت ارل جونز
- بروس درن